# Alan García
Alan Gabriel Ludwig García Pérez (23. květen 1949, Lima – 17. dubna 2019, Lima) byl peruánský politik. Dvakrát byl prezidentem Peru, v letech 1985–1990 a 2006–2011. Od roku 1985 byl předsedou středolevicové strany Alianza Popular Revolucionaria Americana - Partido Aprista Peruano.

## Biografie
Vystudoval právo, politologii a sociologii.
Jeho první prezidentské období provázela hluboká ekonomická krize. Snažil se jí vyřešit znárodněním bank, jenže to spustilo masivní inflaci. To vedlo ke vzestupu maoistické organizace Světlá stezka, k jejímuž potlačení García použil řadu brutálních opatření, která dále snížila jeho popularitu. Za vlády svého nástupce Alberta Fujimoriho musel García dokonce odejít do exilu, nejprve do Kolumbie, posléze do Francie.
Do země se vrátil po Fujimorově pádu roku 2001 a znovu kandidoval v prezidentských volbách. V nich ovšem podlehl Alejandro Toledovi. Přesto se nakonec do prezidentského úřadu vrátil, a to roku 2006, kdy porazil Ollanta Humalu, masivně podporovaného venezuelským prezidentem Hugo Chávezem, který následně Garcíu dokonce obvinil ze zfalšování voleb.
Ve svém druhém období přivedl Peru k sedmiprocentnímu růstu HDP. Blízko měl García zejména k brazilskému prezidentovi Lula da Silvovi. Napsal též řadu knih.
Byl obviněn z braní úplatků od brazilské stavební firmy Odebrecht. Když ho 17. dubna 2019 přišla zatknout policie, zastřelil se.

## Vyznamenání
- velkokříž s řetězem Řádu Isabely Katolické – Španělsko, 24. října 2008 – udělil král Juan Carlos I.[6]
- velkokříž s řetězem Záslužného řádu Maďarské republiky – Maďarsko, 2008
- velkokříž s řetězem Řádu andského kondora – Bolívie

## Dílo
- 1981: A la Inmensa Mayoría: Discursos
- 1982: El Futuro Diferente
- 1987: El Desarme Financiero: Pueblo y Deuda en América Latina
- 1990: La Revolución Regional
- 1991: La Defensa de Alan García
- 1992: El Nuevo Totalitarismo
- 1994: El Mundo de Maquiavelo
- 1997: La Falsa Modernidad
- 1997: Siete Tesis Erróneas del Neoliberalismo en América Latina
- 1999: Mi Gobierno Hizo la Regionalización
- 2000: La Década Infame: Deuda Externa 1990–1999
- 2003: Modernidad y Política en el Siglo XXI: Globalización con Justicia Social
- 2005: Sierra Exportadora: Empleo, Modernidad y Justicia en Los Andes
- 2011: Contra el Temor Económico: Creer en el Perú
- 2012: Pida la Palabra: Por la Libertad, la Plenitud y el Exito
- 2012: Pizarro, el Rey de la Baraja: Política, confusión y dolor en la Conquista
- 2013: Noventa años de aprismo: Hay, hermanos, muchísimo que hacer